# Heiko von der Leyen
Heiko Echter von der Leyen, nemški zdravnik, * 2. junij 1955.
Je član plemiške družine von der Leyen in mož predsednice Evropske komisije Ursule von der Leyen.

## Življenje
Od decembra 2020 je medicinski direktor ameriškega biotehnološkega podjetja Orgenesis, specializiranega za celične in genske terapije.
Rojen je bil leta 1955. Je sin zdravnika Ulricha von der Leyena (1918–1992) in njegove žene Cornelie Marie, rojene Groth (1922–2014). Pred nadaljevanjem študija na medicinski fakulteti v Hannovru  je študiral medicino na Univerzi v Hamburgu. Pridružil se je profesorskemu zboru Univerze Stanford in tam deloval med letoma 1992 in 1996. Leta 1998 je na hannovrski medicinski fakulteti prejel habilitacijski doktorat, leta 2002 pa postal pomožni profesor interne medicine in eksperimentalne kardiologije na medicinski fakulteti v Hannovru.
Von der Leyen je leta 2005 postal direktor Hanover Clinical Trial Center GmbH; to je akademska klinična raziskovalna organizacija, ki se nahaja v kampusu medicinske fakultete v Hannovru.
Njegova družina je luteranska pripadnica nemške evangeličanske cerkve. Heiko se je leta 1986 poročil z Ursulo, rojeno Albrecht, s katero ima sedem otrok.